# 東急パワーサプライ
株式会社東急パワーサプライ（とうきゅうパワーサプライ、英: Tokyu power supply Co., Ltd.）は、日本の電力会社およびガス供給会社である。ブランド名は「東急でんき＆ガス」。設立当初は東急の100%子会社であったが、後述するとおり2018年に東北電力が出資したため、現在は東急グループおよび東北電力グループに属している。

## 概要
電力自由化に伴い「新電力」として参入した、再生可能エネルギーを開発・販売する小売電気事業者である。エリア自体は関東地方のほぼ全般ではあるが、東急グループの電力会社であることから、東急沿線である東京都、神奈川県（横浜市、川崎市など）でのシェアが高く、2018年現在ではこれらの沿線エリアのおよそ1割が利用しているとされている。同じ東急グループであるイッツ・コミュニケーションズやケーブルテレビ品川の各種ケーブルテレビサービスとのセットによる割引などでの販路を持っている。
2018年9月現在での加入者数は、電気が約10万世帯、ガスが約1万人である。

## 沿革
- 2015年10月1日：会社設立（当時のオフィスは、東京都世田谷区玉川の二子玉川ライズ内に設置された）。
- 2016年4月1日：電力自由化に伴い、電力小売り開始。
- 2017年：オフィスを二子玉川ライズから、現在の世田谷ビジネススクエアに移転。
- 2018年3月8日：東北電力が33%出資。これにより、東北電力グループの1つとなる。
- 2018年7月1日：CDエナジーダイレクト（中部電力および大阪ガスの合弁会社）の取次事業者として、ガス小売り事業を開始。

## 提供エリア (低圧向け)
- 関東エリア（東京電力エリアとほぼ同一であるが、島しょ部（伊豆諸島、小笠原諸島）は範囲外）